# Impasse de la Baleine
L'impasse de la Baleine est une voie située dans le quartier de la Folie-Méricourt du 11e arrondissement de Paris.

## Situation et accès
L'impasse de la Baleine est desservie par la ligne 3 à la station Parmentier.

## Historique
Cette voie privée, qui s’appelait originellement « cité Lugand » du nom de son propriétaire, prend son nom actuel en 1948 car son propriétaire était fabricant d'articles de mode, les baleines.